# ГЕС Ла-Ігера
ГЕС Ла-Ігера (ісп. La Higuera) – гідроелектростанція в центральній частині Чилі у регіоні Лібертадор-Хенераль-Бернардо-О'Хіггінс (VI Регіон). Знаходячись після ГЕС Ла-Конфлуенсія, становить нижній ступінь каскаду каскаду на річці Тінґіріріка, лівому витоку річки Рапел, яка впадає до Тихого океану за 120 км на південний захід від столиці країни Сантьяго.
Відпрацьована на ГЕС La Confluencia вода потрапляє у створений на Тінґіріриці за допомогою невисокої греблі нижній балансуючий резервуар об’ємом 150 тис м3, котрий одночасно дозволяє захопити сток, що найдійшов до річки на ділянці після відбору ресурсу для верхньої станції каскаду. Сюди ж за допомогою каналу/тунелю довжиною 1 км перекидається вода, відібрана за допомогою греблі на Азуфре, правій притоці Тінґіріріки (можливо відзначити, що з Азуфре вище по течії також вже здійснювався забір для роботи ГЕС La Confluencia). Крім того, до Азуфре надходить вода з іншої правої притоки Тінґіріріки – Estero los Helados, устя якої розташоване лише за сотню метрів після впадіння Азуфре. Для цього Estero los Helados перегороджено третьою невисокою греблею, від якої до аналогічної споруди на Азуфре прямує канал/тунель довжиною 1,7 км. 
Від резервуару на Тінґіріриці через лівобережний гірський масив прокладено головний дериваційний тунель довжиною 17,5 км та діаметром 6,5 метра, який на завершальному етапі сполучений з балансувальним резервуаром (шахтою) висотою 100 метрів та діаметром від 6 до 18 метрів. До машинного залу ресурс подається через напірний водовід довжиною 0,3 км та діаметром 4,2 метри.
Основне обладнання станції становлять дві турбіни типу Френсіс загальною потужністю 155 МВт, які при напорі у 372 метри мають забезпечувати забезпечили виробництво 750 млн кВт-год електроенергії на рік.